# Lenguaje de bebé
El lenguaje de bebé, lenguaje infantil, lenguaje maternal, o maternés, es un subcódigo lingüístico que emplean los adultos y los niños mayores de 5-6 años, de forma espontánea, cuando se comunican con niños más pequeños.

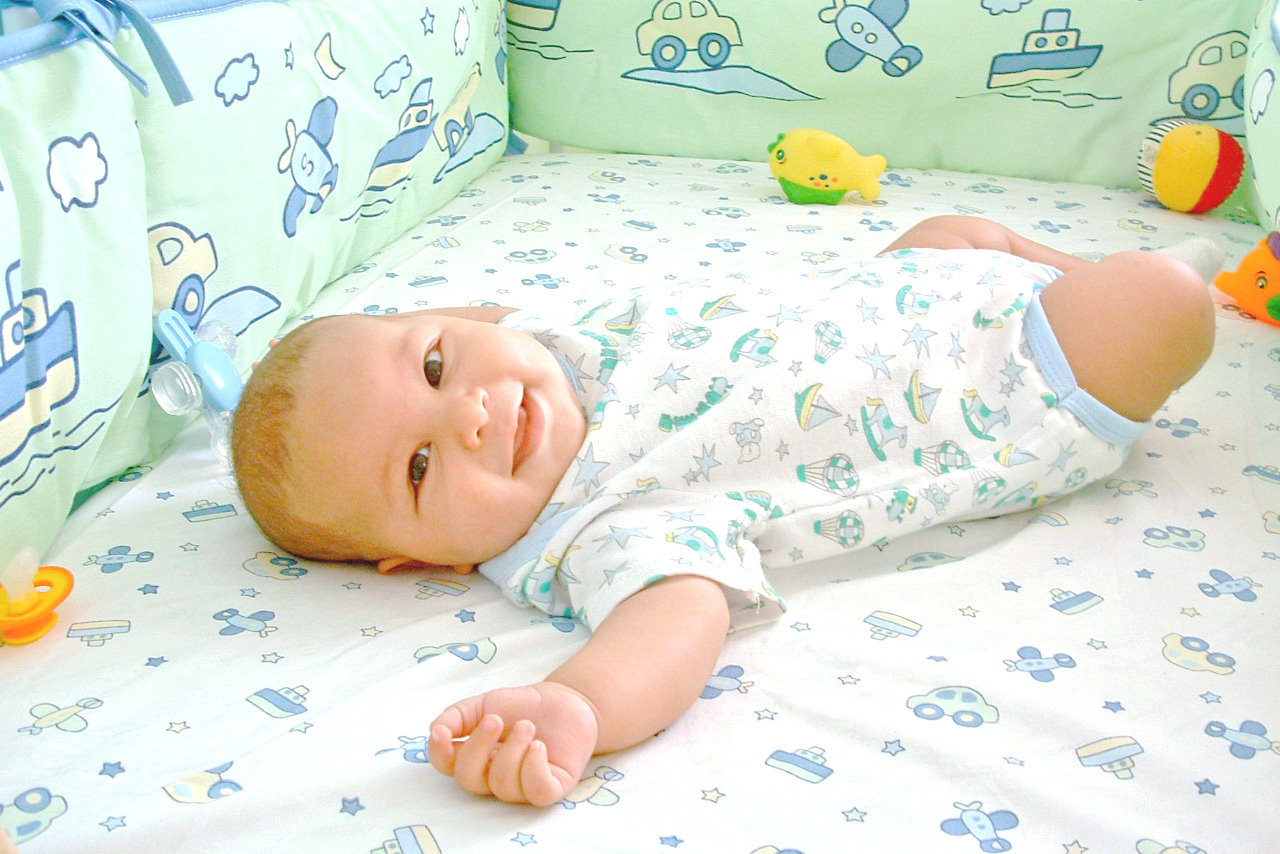
Bebé riendo.

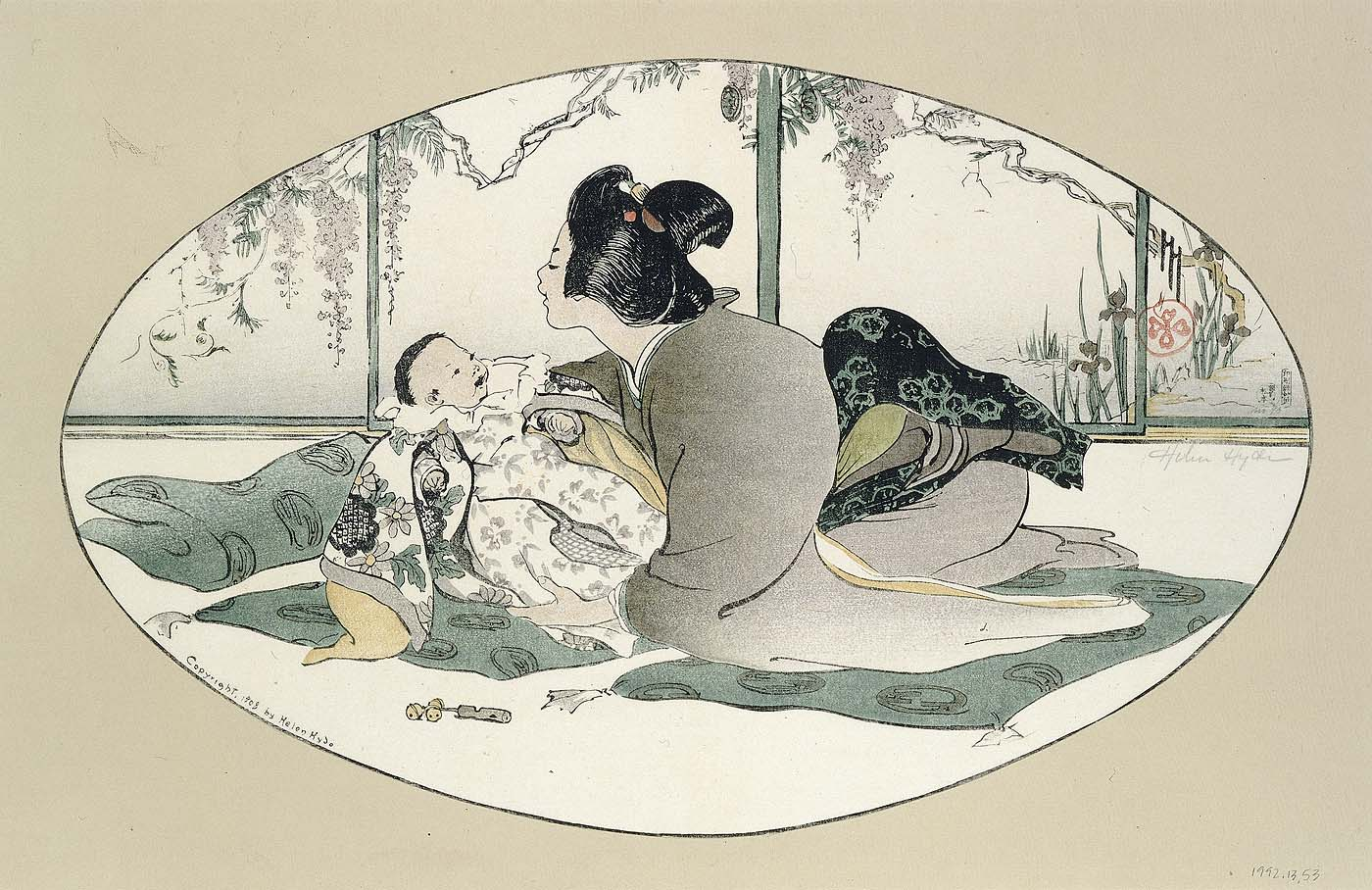
Baby talk, hecho por Helen Hyde en 1908.

## Características
El input lingüístico dado por los adultos a los niños que están aprendiendo a hablar se ha analizado sistemáticamente para verificar las hipótesis de Noam Chomsky, según las cuales, los niños escuchan mayoritariamente discursos incompletos e incorrectos gramaticalmente por parte de los adultos que les rodean. Sabemos que el lenguaje hablado contiene frecuentes errores, por influencia de la memoria y variación de la atención. Sin embargo, también se sabe que los adultos no se dirigen a los niños de igual forma que a los adultos. Hay datos que lo confirman, definiendo el código lingüístico como lenguaje de bebé.
El lenguaje de bebé caracteriza por una vocalización clara, en la que se refuerza cada sonido y se repite el mensaje para asegurarse de que llegue al niño varias veces.
Esta forma de hablar es atractiva para los niños, al tiempo que útil para que adquieran el lenguaje. Suele venir acompañada además de contacto físico, la mirada, el cariño y la recompensa al niño por cada sonido que haga.
Con este método se pretende mejorar y controlar la eficacia de la comprensión de los mensajes por parte del niño, así como de suponer ayudas importantes para la imitación y el aprendizaje del lenguaje.
Al dirigirnos a los bebés tendemos a hablar más despacio, con una voz pausada, o en otras ocasiones a elevar el tono de voz, somos más expresivos, cuidamos la pronunciación, empleamos frases más simples y cortas, repetimos varias veces palabras, o una parte de la frase, se hacen referencias al contexto, mientras se señala o manipulan objetos y utilizamos un mayor número de gestos y mímica. 
Esta adaptación del lenguaje que se hace contiene un proceso educativo implícito mediante el cual el adulto manifiesta su deseo de darle al niño herramientas expresivas cada vez más elaboradas.
Esta forma de hablarle al bebé es una manera positiva e indispensable para ir adquiriendo el lenguaje, ya que les ayuda a centrar su atención y a comenzar ese intercambio comunicativo que poco a poco se irá haciendo más complejo.
Se ha relacionado también el lenguaje de bebé a los gorilas, ya que varios estudios hablan de que éstos utilizan una forma no vocal del "lenguaje del bebé".